# Jerzy I Wirtemberski-Mömpelgard
Jerzy I Wirtemberski-Mömpelgard (ur. 4 lutego 1498, Bad Urach, zm. 17 lipca 1558) – hrabia Wirtembergii-Montbéliard (Mömpelgard).
Syn hrabiego Henryka i jego drugiej żony Evy von Salm. Był bratem księcia Ulryka Wirtemberskiego.
10 września 1555 roku ożenił się z Barbarą Heską. Mieli troje dzieci:
- Ulrich (1556-1557)
- Fryderyka (1557-1608) – księcia Wirtembergii
- Ewa (1558-1575)